# Criador
Der Criador (spanisch ‚Erzeuger‘, ‚Züchter‘) ist ein Wind, der im nördlichen Spanien auftritt. Er weht hauptsächlich aus westlichen Richtungen und bringt starken Regen mit sich.